# عبد الإله نوار
عبد الإله نوار ممثل سعودي راحل شارك في العديد من المسلسلات و المسرحيات في فترة السبعينات و الثمانينات الميلادية ومن أعماله أصابع الزمن و أحلام سعيدة و باقي غسيل ، توفي في 22 أبريل 1993 بعد معاناة طويلة مع مرض .